# Фридрих Вилхелм Кетлер
Фридрих (III) Вилхелм Кетлер (на немски: Friederich (III) Wilhelm Kettler; * 19 юли 1692 в Митау, Курландия; † 21 януари 1711 в Кипингхоф, Руска империя) от фамилията Кетлер е от 1698 до 1711 г. херцог на Курландия и Земгале в Латвия и съпруг на бъдещата руска императрица Анна Ивановна.
Той е син на херцог Фридрих II Казимир Кетлер (1650 – 1698) и втората му съпруга маркграфиня Елизабет София фон Бранденбург (1674 – 1748), дъщеря на великия курфюрст Фридрих Вилхелм фон Бранденбург. Майка му е полусестра на пруския крал Фридрих I.
Той учи латински и френски.
Фридрих Вилхелм се жени на 11 ноември 1710 г. в Санкт Петербург за бъдещата руска императрица Анна Ивановна (* 7 февруари 1693; † 28 октомври 1740), дъщеря на руския цар Иван V († 1696) и полу-племенница на император Петър I Велики. Те нямат деца. 
Фридрих Вилхелм умира на 18 години на 21 януари 1711 г. от висока температура в Кипингхоф (днес Кипен) след отпътуването на двамата от Санкт Петербург. Погребан е в Митау.,